# Delia pseudextensa
Delia pseudextensa este o specie de muște din genul Delia, familia Anthomyiidae, descrisă de Griffiths în anul 1992.
Este endemică în British Columbia. Conform Catalogue of Life specia Delia pseudextensa nu are subspecii cunoscute.